# VEB Berliner Metallhütten und Halbzeugwerke

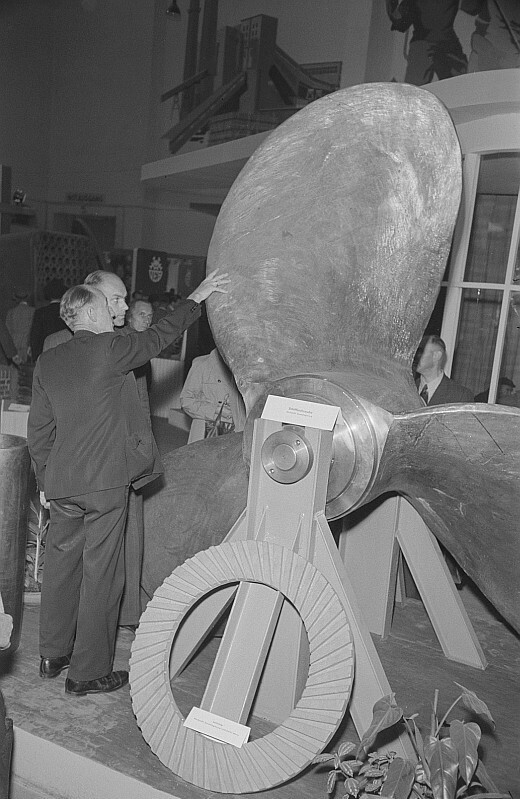
Schiffsschraube des VEB Berliner Metallhütten- und Halbzeugwerke

Der VEB Berliner Metallhütten- und Halbzeugwerke (BMHW) war ein Berliner Industrieunternehmen. Es lag beiderseits der Spree in den Ortsteilen Oberschöneweide (Bezirk Köpenick) und Niederschöneweide (Bezirk Treptow), heute beide Bezirk Treptow-Köpenick.

## Geschichte

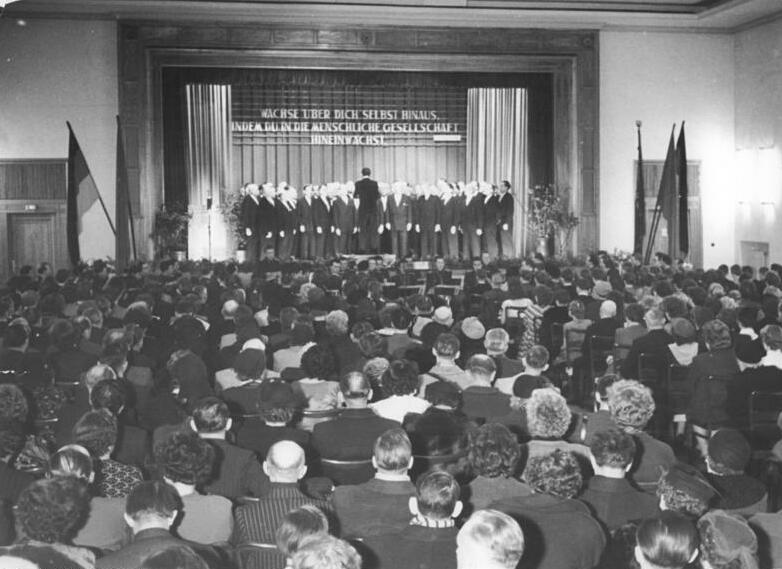
Jugendweihe im betriebseigenen Kulturhaus „Ernst Schneller“, 1956

Der VEB Berliner Metallhütten- und Halbzeugwerke (BMHW) wurde zum 1. Januar 1951 aus den 1949 verstaatlichen Betrieben VEB Hüttenwerk (vormals Hüttenwerke Kayser AG), VEB Berliner Halbzeugwerk und VEB Sonderbronze (vormals ADMOS – Allgemeines Deutsches Metallwerk Oberschöneweide) gegründet. Er war dem Ministerium für Schwerindustrie der DDR direkt unterstellt und wurde 1970 in den VEB Mansfeld Kombinat „Wilhelm Pieck“, Eisleben, eingefügt.
Die Produktionsstätten befanden sich an beiden Ufern der Spree und gehörten somit zu dem Treptower Ortsteil Niederschöneweide (Werksteile I und II) und dem Köpenicker Ortsteil Oberschöneweide (Werksteil III). Der VEB BMHW beschäftigte bis zu 2300 Mitarbeiter, die mehrheitlich im Dreischichtbetrieb arbeiteten, unter anderem um den Dauerbetrieb und die optimale Auslastung der Hoch- und Schmelzöfen zu gewährleisten.
Die Belastung der städtischen Umwelt u. a. durch die Abgase der Schmelzöfen und durch Einleitung von verunreinigtem Kühlwasser (wie aus Aluminiumsalz-Wäsche) in die Spree war sehr hoch.
In den 1950er Jahren erhielten die BMHW mit dem Kulturhaus „Ernst Schneller“ in der Fließstraße ein eigenes Kulturhaus, in dem regelmäßig Veranstaltungen wie am Tag des Metallurgen, zur Verleihung der Auszeichnung Aktivist der sozialistischen Arbeit, Brigadefeiern oder anderem stattfanden. Über Werkverträge leisteten bildende Künstler im Betrieb kulturelle Arbeit, u. a. die Malerin Ingeborg Michaelis-Grabowski und der Bildhauer Ernst Löber (1934–2008).
Der VEB BMHW gab mit dem Schmelztiegel eine eigene Betriebszeitung heraus, unterhielt einen eigenen Betriebskindergarten sowie ein Betriebsferienlager auf dem Eichhof bei Lychen und das Betriebsferienheim Zum Klausner auf der Insel Hiddensee.
Die Betriebssportgemeinschaft BSG Stahl Schöneweide war unter anderem in den Sportarten Fußball und Boxen aktiv. Aus der 8. Betriebssportgemeinschaft Boxen ging 1990 der Verein Stahl Schöneweide e.V. hervor. Ebenso überstand teilweise die Abteilung Volleyball die Wendezeit, die als Freizeitsportler weitermachten. Die anderen Betriebssportgemeinschaften lösten sich in der Wendezeit auf.
Die Produktion wurde nach der deutschen Wiedervereinigung im Jahre 1990 eingestellt, der überwiegende Teil des ehemaligen Werksgeländes blieb danach bis heute ungenutzt. Lediglich einzelne Betriebsteile, wie ADMOS Gleitlager GmbH wurden weitergeführt. Ebenfalls waren einzelne, derzeit ebenfalls meist ungenutzte Gebäude, wie das aus Backstein errichtete Verwaltungsgebäude an der Schnellerstraße bis März 2012 noch erhalten. Inzwischen steht auf dem Areal ein Möbelhaus und ein Sportartikelgeschäft. Weite Teile der ehemaligen Fläche des VEB BMHW sind Teil des Sanierungsgebiets Niederschöneweide oder Teil des Spreehöfe-Center.

## Werksteile
Der Betrieb unterteilte sich in drei Werksteile, deren Lage und Spezialisierung im Wesentlichen auf die Lage und Spezialisierung der Vorgängerunternehmen zurückzuführen waren.

### Werkteil I (Hütte)

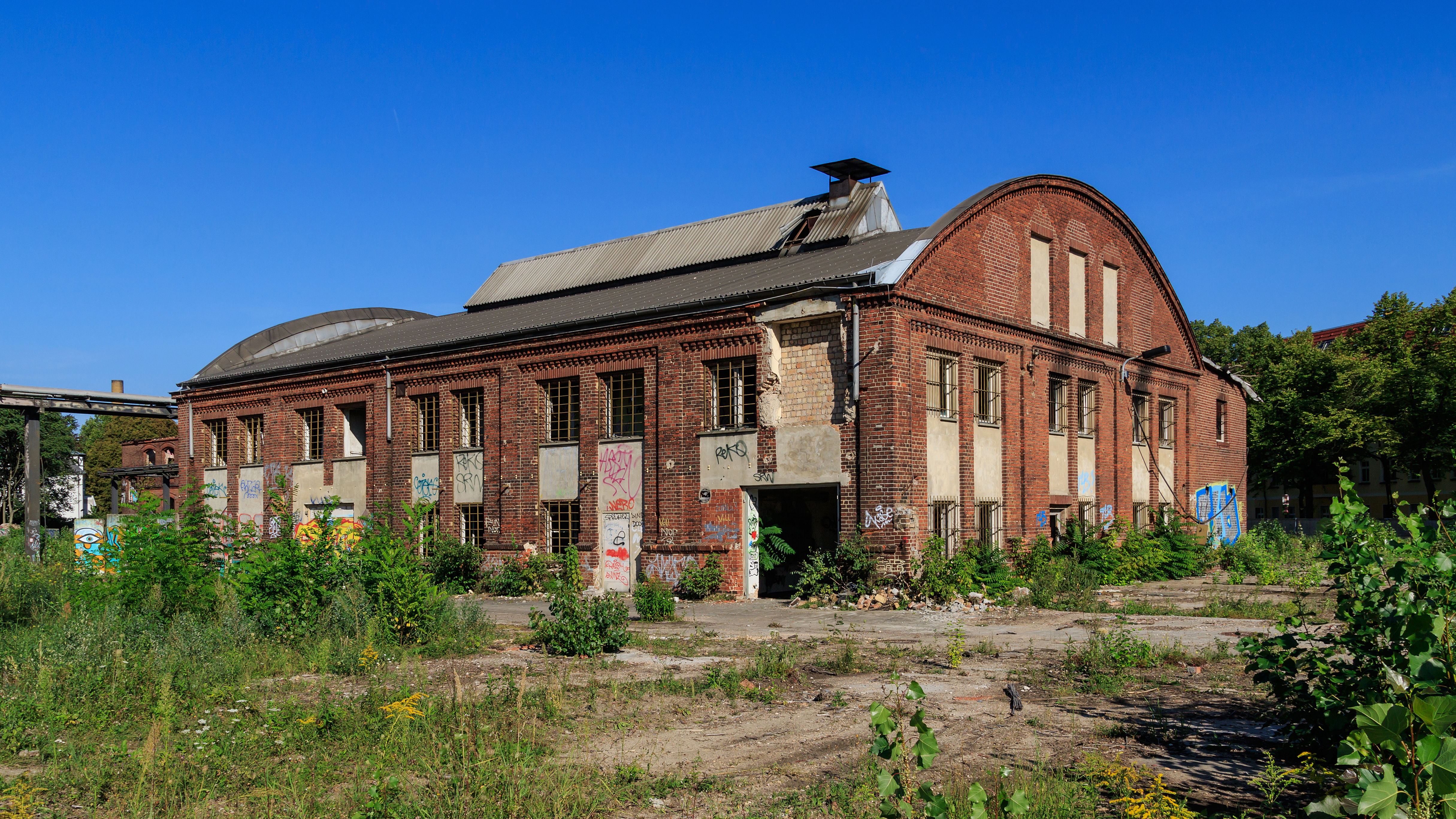
Verlassenes Fabrikgebäude an der Fließstraße

Standort Niederschöneweide Fließstraße mit folgenden Abteilungen:

#### Kupferhütte
Erzeugnisse: E-Kupfer-Drahtbarren, E-Kupfer-Rundbolzen, Kupfer-Gusslegierungen (Rotguss 5, Rotguss 10, Gbz 10, Gbz 12, Kupferphosphat)

#### Aluminiumhütte
Erzeugnisse: Reinaluminium, Gussbolzen, Reinaluminium-Draht

#### Zinkhütte
Erzeugnisse: Umschmelzzink

#### Pulvermetallurgie
Erzeugnisse: Metallpulver und Sinter-Pressteile

#### Bleihütte (bis ca. 1970)
Erzeugnisse: Hartblei, Weichblei

#### Edelmetalle
Erzeugnisse: Platinnetze

### Werksteil II (Halbzeug)

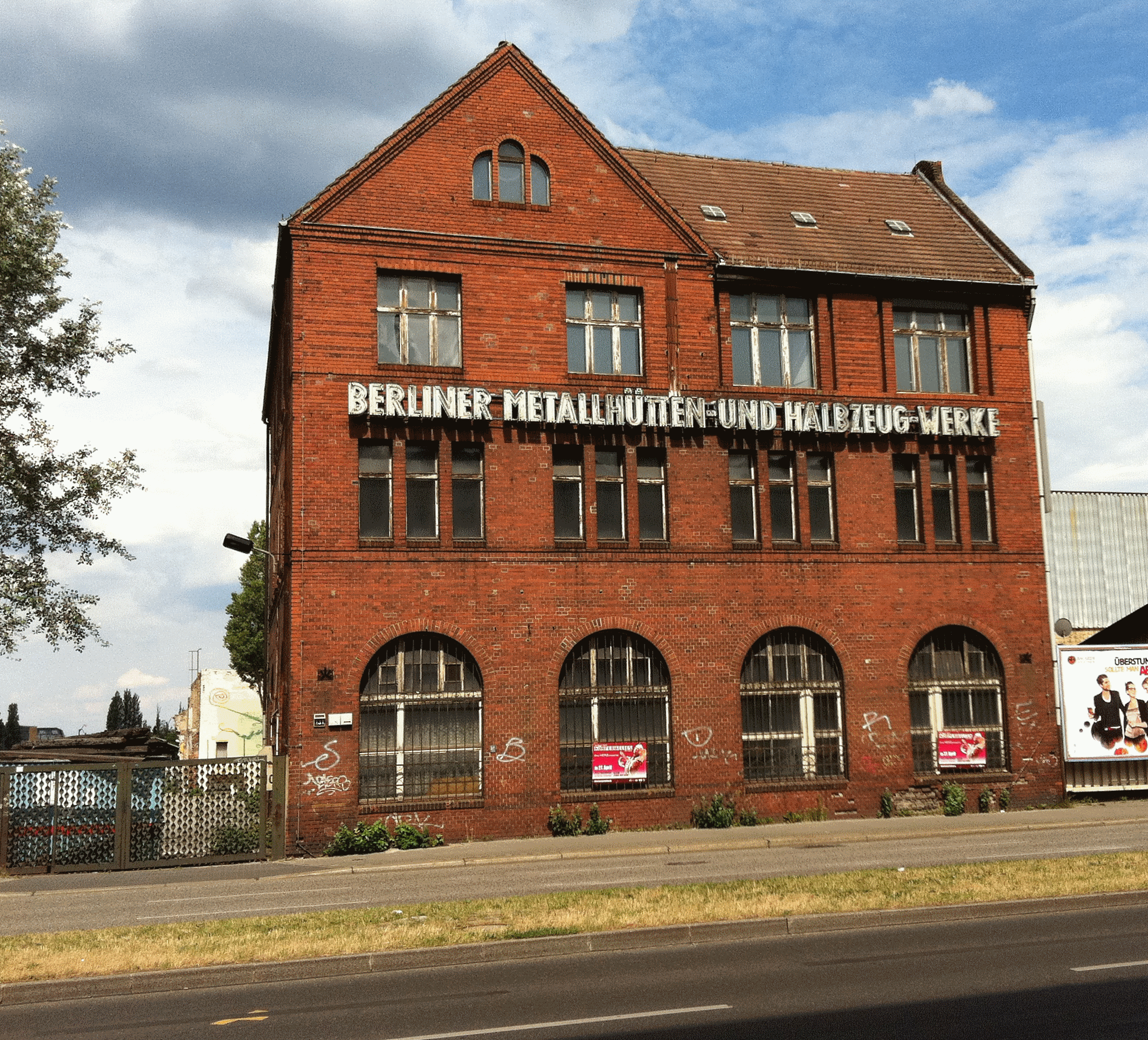
Ehemaliges Verwaltungsgebäude des VEB Berliner Metallhütten- und Halbzeugwerke an der Schnellerstraße (März 2012 abgerissen)

Standort Niederschöneweide Schnellerstraße (in den 1950er Jahren noch Ernst-Schneller-Straße) mit folgenden Abteilungen:

#### Messingschmelze
Erzeugnisse: Kupferknetlegierungen

#### Rohr- und Stangenzug
Erzeugnisse: Rohre, Stangen und Profile aus Kupfer und Kupferlegierungen

#### Gesenkpresse
Erzeugnisse: Gesenkpressteile aus Kupferlegierungen

### Werksteil III
Standort Oberschöneweide Wilhelminenhofstr. mit folgenden Abteilungen:

#### Formguss
Erzeugnisse: Formgussteile aus Metalllegierungen

#### Standguss
Erzeugnisse: Gussteile aus Metalllegierungen

#### Schleuderguss
Erzeugnisse: Gleitlager aus Bleilegierungen